# 久留米市立久留米商業高等学校
久留米市立久留米商業高等学校（くるめしりつくるめしょうぎょうこうとうがっこう）は、福岡県久留米市南一丁目にある公立高等学校。略称は「久商」（きゅうしょう）。

## 概要
歴史
1896年（明治29年）、福岡県で初の公立商業学校として創立した「久留米簡易商業学校」（実業学校）を前身とする。1948年（昭和23年）の学制改革により、新制高等学校となる。2026年（令和8年）には創立130周年を迎える。
設置課程・学科
全日制課程 1学科（商業に関する学科）
- 経営科学科
  - 大学進学コース
  - 経営情報コース
  - 経営総合コース

2013年（平成25年）に従来の「経営ビジネス科」と「情報ビジネス科」を改組の上、上記の学科が設置された。
校訓
「和親敬愛・誠実勤勉・自主独立」
校章
桜の花弁（平和）と錨（海外交流）、Ｃの文字（Commercial（商業）の頭文字）、そしてS字型の鎖（School（学校）の頭文字）を組み合わせたデザインとなっている。
校歌
作詞は八波則吉、作曲は新清次郎による。
その他
- 国家資格の基本情報技術者試験（FE）の午前科目免除制度の認定校となっている[2][3]。
- 野球部は、選抜高等学校野球大会（春の選抜甲子園大会）に5回、全国高等学校野球選手権大会（夏の甲子園大会）に4回出場しており、1962年（昭和37年）に第44回全国高等学校野球選手権大会（夏の甲子園大会）で準優勝を果たした。

## 沿革
創立前
- 1893年（明治26年）10月 - 久留米市日吉町に「私立商業学研究所」が設立される。
- 1894年（明治27年）
  - 6月 - 「私立久留米商業学校」に改称。
  - 7月 - 私立久留米商業学校が開設される。
- 1895年（明治28年）12月 - 私立久留米商業学校が廃止される。

創立・商業学校
- 1896年（明治29年）
  - 5月 - 久留米市の運営により、荘島町公会堂に「久留米簡易商業学校」が設立される。
  - 9月 - 久留米絣[5]同業組合事務所にて開校式を挙行。
- 1897年（明治30年）11月 - 「市立久留米商業学校」に改称（後に「福岡県久留米商業学校」に改称）。
- 1900年（明治33年）1月 - 設立認可される。
- 1901年（明治34年）10月 - 「久留米市立久留米商業学校」に改称。
- 1915年（大正4年）8月 - 第1回全国中等学校優勝野球大会（夏の甲子園大会の前身、会場は豊中グラウンド）に出場（初出場）。
- 1944年（昭和19年）4月 - 教育ニ関スル戦時非常措置方策により、「久留米市立久留米工業学校」に転換・改称。また、旧制中等教育学校（旧制中学校・高等女学校・実業学校）が5年制[6]から4年制に短縮される（1941年（昭和16年）4月以降に入学した生徒に適用）。
- 1945年（昭和20年）3月 - 4年修了者および5年修了者[7]合同の卒業式が行われる。
- 1946年（昭和21年）4月 - 終戦により、「久留米市立久留米商業学校」に戻る。
- 1947年（昭和22年）4月 - 学制改革の経過措置として、新制中学校を併設し（以下・併設中学校）、商業学校1・2年修了者を新制中学校2・3年生として収容。商業学校としての募集を停止。修業年限を5年制に戻す（ただし、4年で卒業することもできた）。
  - 1年生は生徒募集により、不在。2・3年生は併設中学校に所属。4・5年生は商業学校に所属。

新制高等学校
- 1948年（昭和23年）
  - 3月31日 - 商業学校が廃止される。
  - 4月1日 - 学制改革により、新制高等学校「久留米市立久留米商業高等学校」（現校名、当初は男子校[1]）に改組・改称。併設中学校を継承。高等学校としての募集を開始。
    - 併設中学校は1946年（昭和21年）に商業学校へ最後に入学した3年生のみとなる（1・2年生不在）。
    - 併設中学校卒業者（3年修了者）および新入生により、新制高校1年を編成。
    - 旧商業学校4・5年修了者のうち、希望者を新制高校2・3年生に収容。
- 1949年（昭和24年）3月31日 - 最後の卒業生を送り出し、併設中学校を廃止。これにより、旧制実業学校（5年制）から新制高等学校（3年制）へ完全に移行。
- 1950年（昭和25年）- 男女共学を開始[1]。
- 1951年（昭和26年）6月23日 - 火災により、校舎が全焼。
- 1956年（昭和31年）3月 - 第28回選抜高等学校野球大会（春の選抜甲子園大会）に出場（初出場）。
- 1957年（昭和32年）
  - 3月 - 第29回選抜高等学校野球大会（春の選抜甲子園大会）に出場（2年連続、2回目）。
  - 4月 - 女子の制服を統一。
- 1959年（昭和34年）3月 - 第31回選抜高等学校野球大会（春の選抜甲子園大会、2年ぶり3回目）に出場。
- 1962年（昭和37年）
  - 4月- 女子の制服の左袖に校章ワッペンをつける。
  - 8月 - 第44回全国高等学校野球選手権大会（夏の甲子園大会、47年ぶり2回目の出場）で準優勝。
- 1979年（昭和54年）3月 - 第51回選抜高等学校野球大会（春の選抜甲子園大会、20年ぶり4回目）に出場。
- 1983年（昭和58年）
  - 3月 - 第55回選抜高等学校野球大会（春の選抜甲子園大会、4年ぶり5回目）に出場。
  - 8月 - 第65回全国高等学校野球選手権大会（夏の甲子園大会、21年ぶり3回目）に出場。
- 1985年（昭和60年）8月 - 第67回全国高等学校野球選手権大会（夏の甲子園大会、2年ぶり4回目）に出場。
- 1992年（平成4年）- 男子の制服を改定（学ランからスーツへ）。
- 2013年（平成25年）4月1日 - 経営ビジネス科と情報ビジネス科の募集を停止し、経営科学科を新設。
- 2015年（平成27年）3月31日 - 経営ビジネス科と情報ビジネス科を閉科。
- 2020年（令和2年）- 多様性を重視し、制服を改定。

## 著名な関係者
出身者
- 石橋正二郎（ブリヂストン創業者）(1889～1976)
- 古賀磯次（道仁会創立者）(1934～2009)
- 石井光次郎（政治家）(1889～1981)
- 赤松要（経済学者）(1896～1974)
- 馬場ゆかり（女子プロゴルファー）
- 川崎徳次（元プロ野球選手）(1921～2006)
- 井上次平（元プロ野球選手）
- 宮崎晋一（元プロ野球選手）
- 荻孝雄（元プロ野球選手）(1934～2014)
- 平塚宝（元プロ野球選手）
- 淡河弘（元プロ野球選手）
- 松本俊一（元プロ野球選手）
- 伊藤久敏（元プロ野球選手）
- 平尾邦彦（元プロ野球選手）
- 山田武史（元プロ野球選手）
- 朝山東洋（元プロ野球選手）
- 古川裕大（プロ野球選手）
- 井上絢登（プロ野球選手）
- 安德駿（プロ野球選手）
- 重岡孝文（柔道家）
- 田村ゆかり（声優）

職員
- 浅野陽吉（衆議院議員、郷土史家、校長を務めた）
- 信夫淳平（法学者、校長を務めた）

## アクセス
最寄りの鉄道駅
- JR九州「久留米高校前駅」下車

最寄りのバス停留所
- 西鉄バス「十二軒屋」または「附属校前」下車

最寄りの幹線道路
- 福岡県道755号安武本国分線
- 国道209号 「十二軒屋西」交差点

## 周辺
- 久留米市立南小学校
- 福岡教育大学附属久留米小学校
- 福岡教育大学附属久留米中学校
- 福岡県立久留米高等学校
- 久留米市立久留米特別支援学校